# 板橋浄水場
板橋浄水場（いたばしじょうすいじょう、英称 Itabashi Purification Plant）は、東京都板橋区にあった東京都水道局の浄水場である。

## 概要
前身は大日本帝国陸軍東京第2陸軍造兵廠板橋製造所所管の浄水場である。戦後に大蔵省財務局板橋出張所の所管となったため、浄水場を借用していたが、軍施設であったため沿革その他の詳細は軍の秘密保持上焼却して不明である。原水は千川上水及び場内のさく井から取水し、ろ過水は板橋区の一部及び北区の一部に送水していた。跡地や付近には資生堂美容技術専門学校、東京家政大学板橋校舎、東京家政大学附属女子中学校・高等学校、帝京大学板橋キャンパス、帝京大学医学部附属病院、帝京高等看護学院、帝京大学福祉・保育専門学校、東京朝鮮中高級学校が林立し、名残として板橋給水所がひっそりと寂しく佇むのみである。

## 沿革
- 1889年（明治22年）2月 - 創設。
- 1946年（昭和21年）4月1日 - 東京都水道局に使用許可。
- 1969年（昭和44年）4月1日 - 廃止。

## 特徴
さく井
口径300mm、総深200m,計画取水量1,650～1,950m3/日のさく井を北門堀井及び浄水池堀井に各々1基ずつ備えていた。
取水ポンプ
さく井から原水を汲み上げるために最大揚水量1.32～11.30 m3/min、揚程16.0～77.0m、電動機出力11～75 kWの立軸水中ポンプ、横軸単段吸込タービンポンプ、横軸単段両吸込渦巻ポンプ、横軸単段片吸込渦巻ポンプを計7台を用いている。ポンプは荏原製作所、日立製作所、EMU、および電業社が製造、電動機は日本電気精器、富士電機、および日立製作所が製造した。
普通沈殿池
総容量19,781m3、総深3.600m、標準沈殿時間は24時間で3池あった。沈殿させた汚泥は希釈ののち自然放流させた。
緩速ろ過池
総面積2,190m2、水深2.40～2.60m、標準ろ速は4.00m/日で4池あった。
洗砂機
松田式で洗砂能力3.0m3/時で1台が設置されていた。
配水池
総容量2,128m3、総水深3.00～4.00m、有効水深2.60～2.85mで2池あった。
高架水槽
総容量206m3、有効容量130m3、内径7.576m、総水深4.570m、有効水深4.00m、総高＋23.428mであった。
配水ポンプ
揚水量1.32～15.00 m3/min、揚程35～45m、電動機出力15～150kWの横軸2段片吸込タービンポンプ、横軸3段片吸込タービンポンプ、横軸単段両吸込渦巻ポンプ、横軸単段両吸込タービンポンプの計5台を用いている。ポンプは久保田、日立製作所、荏原製作所、および理研電機製造が製造、電動機は日立製作所、明電舎、および三菱電機が製造した。
塩素滅菌設備
浄水所及び北門さく井に設置され、湿式普通壁掛型及び真空式で最大注入能力0.5～2.0kg/hの塩素滅菌機を4台用いた。水道機工および磯村産業が製造した。

## 交通アクセス
- 鉄道
  - JR埼京線 板橋駅下車。徒歩7分。
  - 東武東上線 下板橋駅下車。徒歩7分。
  - 都営地下鉄三田線 新板橋駅下車。徒歩7分。